# Харрис, Арт
Артур Карлос «Арт» Харрис младший (англ. Arthur Carlos "Art" Harris, Jr.; 13 января 1947, Лос-Анджелес, Калифорния — 13 октября 2007, Сан-Франциско, Калифорния) — американский профессиональный баскетболист.

## Карьера игрока
Играл на позиции атакующего защитника и разыгрывающего защитника. Учился в Стэнфордском университете, в 1968 году был выбран на драфте НБА под 16-м номером командой «Сиэтл Суперсоникс». Позже выступал за команду «Финикс Санз». Всего в НБА провёл 6 сезонов. Включался в 1-ю сборную новичков НБА (1969). Всего за карьеру в НБА сыграл 238 игр, в которых набрал 2171 очко (в среднем 9,1 за игру), сделал 575 подборов и 639 передач.

## Статистика

### Статистика в НБА
| Сезон                                                                                    | Команда | Регулярный сезон | Регулярный сезон | Регулярный сезон | Регулярный сезон | Регулярный сезон | Регулярный сезон | Регулярный сезон | Регулярный сезон | Регулярный сезон | Регулярный сезон | Регулярный сезон | Серия плей-офф | Серия плей-офф | Серия плей-офф | Серия плей-офф | Серия плей-офф | Серия плей-офф | Серия плей-офф | Серия плей-офф | Серия плей-офф | Серия плей-офф | Серия плей-офф |
| Сезон                                                                                    | Команда | GP               | GS               | MPG              | FG%              | 3P%              | FT%              | RPG              | APG              | SPG              | BPG              | PPG              | GP             | GS             | MPG            | FG%            | 3P%            | FT%            | RPG            | APG            | SPG            | BPG            | PPG            |
| ---------------------------------------------------------------------------------------- | ------- | ---------------- | ---------------- | ---------------- | ---------------- | ---------------- | ---------------- | ---------------- | ---------------- | ---------------- | ---------------- | ---------------- | -------------- | -------------- | -------------- | -------------- | -------------- | -------------- | -------------- | -------------- | -------------- | -------------- | -------------- |
| 1968/69                                                                                  | Сиэтл   | 80               | -                | 32,0             | 39,5             | -                | 64,1             | -                | 3,2              | -                | -                | 12,4             | Не участвовал  | Не участвовал  | Не участвовал  | Не участвовал  | Не участвовал  | Не участвовал  | Не участвовал  | Не участвовал  | Не участвовал  | Не участвовал  | Не участвовал  |
| 1969/70                                                                                  | Сиэтл   | 5                | -                | 35,6             | 38,4             | -                | 44,4             | -                | 4,0              | -                | -                | 12,0             | Не участвовал  | Не участвовал  | Не участвовал  | Не участвовал  | Не участвовал  | Не участвовал  | Не участвовал  | Не участвовал  | Не участвовал  | Не участвовал  | Не участвовал  |
| 1969/70                                                                                  | Финикс  | 76               | -                | 18,1             | 39,5             | -                | 65,6             | -                | 2,8              | -                | -                | 7,8              | 7              | -              | 12,7           | 35,7           | -              | 0,0            | -              | 1,7            | -              | -              | 4,3            |
| 1970/71                                                                                  | Финикс  | 56               | -                | 17,0             | 41,1             | -                | 61,1             | -                | 2,4              | -                | -                | 8,3              | Не участвовал  | Не участвовал  | Не участвовал  | Не участвовал  | Не участвовал  | Не участвовал  | Не участвовал  | Не участвовал  | Не участвовал  | Не участвовал  | Не участвовал  |
| 1971/72                                                                                  | Финикс  | 21               | -                | 6,9              | 32,9             | -                | 42,9             | -                | 0,9              | -                | -                | 2,6              | Не участвовал  | Не участвовал  | Не участвовал  | Не участвовал  | Не участвовал  | Не участвовал  | Не участвовал  | Не участвовал  | Не участвовал  | Не участвовал  | Не участвовал  |
|                                                                                          | Всего   | 238              | -                | 21,9             | 39,6             | -                | 62,6             | -                | 2,7              | -                | -                | 9,1              | 7              | -              | 12,7           | 35,7           | -              | 0,0            | -              | 1,7            | -              | -              | 4,3            |
| Наведите курсор мыши на аббревиатуры в заголовке таблицы, чтобы прочесть их расшифровку. |         |                  |                  |                  |                  |                  |                  |                  |                  |                  |                  |                  |                |                |                |                |                |                |                |                |                |                |                |